# Korzeń w akwarystyce

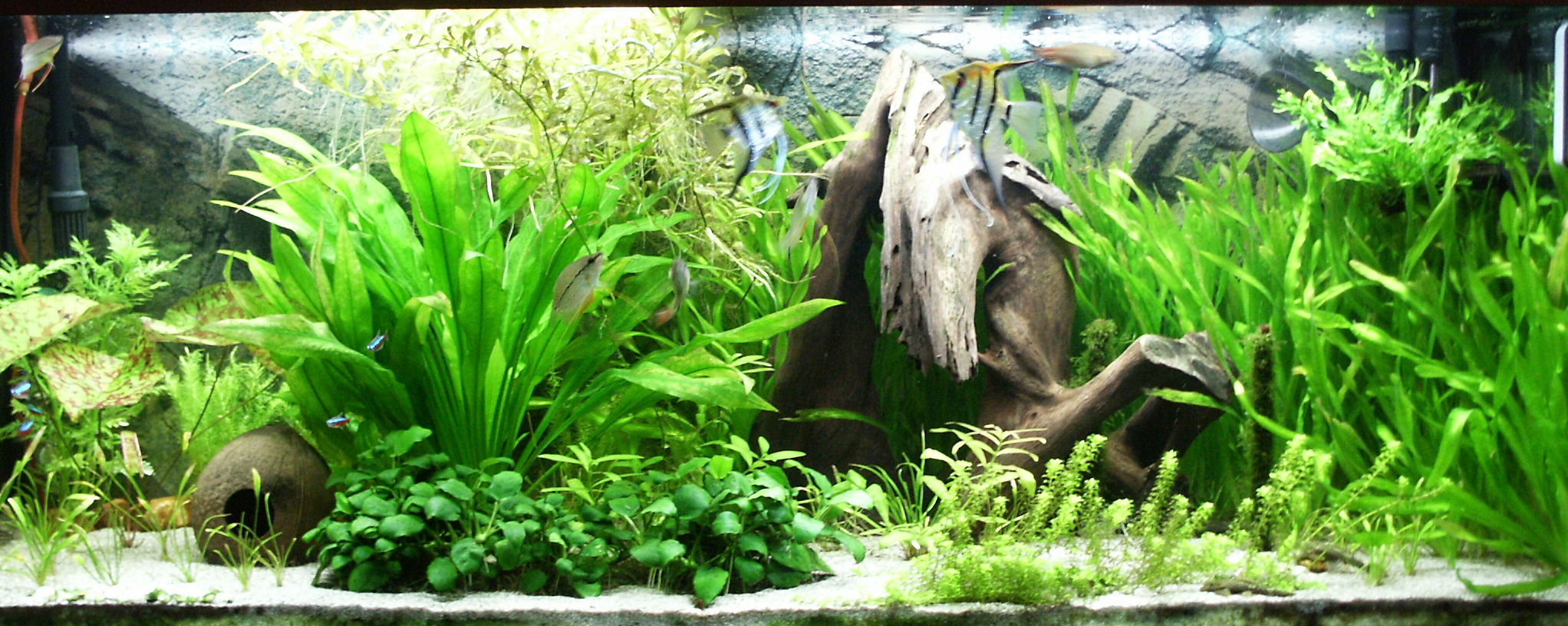
Akwarium holenderskie z dużym korzeniem

Korzeń w akwarystyce – spreparowane korzenie roślin drzewiastych stosowane jako dekoracja w akwariach. Do ich walorów ozdobnych należy oryginalny kształt i często kolor. Planując ich wykorzystanie należy wziąć pod uwagę ich zatapialność, wielkość i ciężar, wpływ na właściwości wody, w tym barwę.